# Liste des sénateurs de Meurthe-et-Moselle

## Sous laIIIeRépublique
- Auguste Bernard de 1876 à 1883
- Henri Varroy de 1876 à 1883
- Albert Berlet de 1883 à 1886
- Henri Marquis de 1883 à 1906
- François Volland de 1886 à 1900
- Alfred Mézières de 1900 à 1915
- Hippolyte Langlois de 1906 à 1912
- Gustave Chapuis de 1911 à 1920
- Ferdinand de Langenhagen de 1912 à 1917
- Albert Lebrun de 1920 à 1932 (démission, élu président de la république)
- Henri Michaut de 1920 à 1933
- Louis Michel de 1920 à 1936
- Gaston Rogé de 1933 à 1941
- François de Wendel de 1933 à 1941
- Charles-Henri Cournault (Indépendant), de 1934 à 1941

## Sous laIVeRépublique
- Émile Fournier de 1946 à 1948
- Georges Lacaze de 1946 à 1948
- Robert Gravier de 1946 à 1959
- Jean Lionel-Pèlerin de 1948 à 1952
- Max Mathieu de 1948 à 1952
- Raymond Pinchard de 1952 à 1959
- François Valentin de 1956 à 1958
- Pierre de Boissonneaux de Chevigny de 1952 à 1956

## Sous laVeRépublique
- Raymond Pinchard de 1959 à 1961
- Pierre de Boissonneaux de Chevigny de 1959 à 1974
- Robert Gravier de 1959 à 1974
- Joseph de Pommery de 1961 à 1965
- Marcel Martin de 1965 à 1974
- Roger Boileau de 1974 à 1992
- Hubert Martin de 1974 à 1992
- Richard Pouille de 1974 à 1992
- Claude Huriet de 1983 à 2001
- Jean Bernadaux de 1992 à 2001
- Jacques Baudot de 1992 à 2007
- Jacqueline Panis de 2007 à 2011
- Évelyne Didier de 2001 à 2017
- Daniel Reiner de 2001 à 2017
- Philippe Nachbar de 1992 à 2022
- Véronique Del Fabro du 1er janvier 2023 au 2 octobre 2023
- Silvana Silvani de 2023 à 2026

## Sénateurs 2017-2023
| Nom | Parti                | Parti | Autres mandats                                             |
| --- | -------------------- | ----- | ---------------------------------------------------------- |
|     | Olivier Jacquin      | PS    | Adjoint au maire de Limey-Remenauville                     |
|     | Véronique Guillotin  | PRV   | Conseillère régionale, conseillère municipale de Villerupt |
|     | Jean-François Husson | LR    | Sénateur sortant                                           |
|     | Véronique Del Fabro  | LR    | Maire de Hudiviller                                        |

## Sénateurs 2023-2029
| Nom | Parti                | Parti | Autres mandats |
| --- | -------------------- | ----- | -------------- |
|     | Olivier Jacquin      | PS    |                |
|     | Silvana Silvani      | PCF   |                |
|     | Jean-François Husson | LR    |                |
|     | Véronique Guillotin  | DVC   |                |